# Topsentia fibrosa
Topsentia fibrosa är en svampdjursart som först beskrevs av Robert Fredric Fredrik Fristedt 1887.  Topsentia fibrosa ingår i släktet Topsentia och familjen Halichondriidae. Inga underarter finns listade i Catalogue of Life.